# Dendrophthoe cylindrica
Dendrophthoe cylindrica là một loài thực vật có hoa trong họ Loranthaceae. Loài này được (Jack) Blume mô tả khoa học đầu tiên năm 1830.